# Vaso Komnenić
Vaso Komnenić (cyr. Васо Комненић, ur. 15 maja 1955 w Mitrowicy) – lekkoatleta pochodzący z Kosowa specjalizujący się w skoku wzwyż, reprezentant Jugosławii, uczestnik letnich igrzysk olimpijskich.
Komnenić brał udział w halowych mistrzostwach Europy w 1979 i 1980 podczas których zajmował odpowiednio 15. i 12. miejsce. Reprezentował Jugosławię na Letnich Igrzyskach Olimpijskich 1980 w Moskwie. Zajął wówczas 6. miejsce z wynikiem 2,24 m stanowiącym jego rekord życiowy.